# Fritz W. Meyer

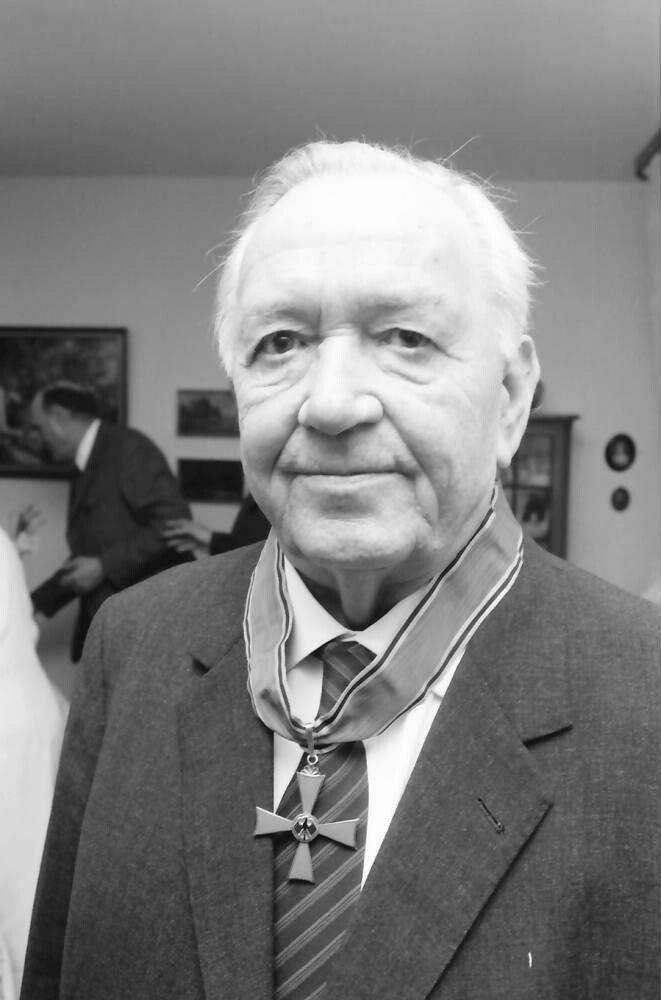
Fritz Walter Meyer (1978)

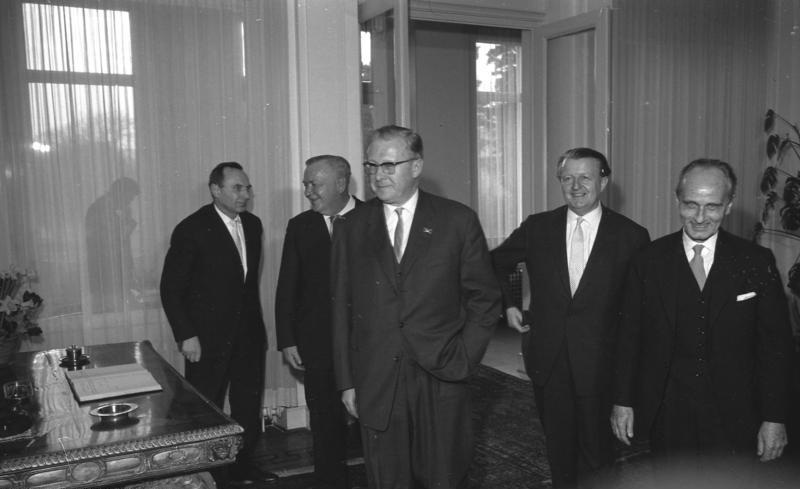
Fritz W. Meyer (zweiter von links) und die übrigen Mitglieder des Sachverständigenrats, Februar 1964

Fritz Walter Meyer (* 8. November 1907 in Freiburg im Breisgau; † 4. März 1980 ebenda) war ein deutscher Ökonom und ein bedeutender Vertreter des Ordoliberalismus. Er war Ordinarius an der Universität Bonn und von 1964 bis 1966 Wirtschaftsweiser.

## Leben
Fritz Meyer wurde 1907 als Sohn eines Hotelbesitzers geboren. Nach dem Abitur 1927 studierte er an der Albert-Ludwigs-Universität Freiburg und der Ludwig-Maximilians-Universität München Volkswirtschaft. 1927 trat er der Burschenschaft Danubia München bei.
Im Anschluss an das Diplom im Jahr 1931 wurde er 1934 bei Walter Eucken zum Prozess des Zahlungsbilanzausgleichs zum Dr. rer. pol. (summa cum laude) promoviert. Mit Hilfe eines Stipendiums der amerikanischen Rockefeller-Stiftung schrieb er daraufhin zusammen mit Rudolf Heberle das Buch Die Großstädte im Strom der Binnenwanderung. Nach einer Forschungstätigkeit am Institut für Weltwirtschaft (IfW) in Kiel kehrte Meyer 1938 nach Freiburg zurück, um sich bei Walter Eucken zu habilitieren. Dabei entstand das richtungsweisende Buch Der Ausgleich der Zahlungsbilanz. Danach kehrte Meyer als Direktorialassistent nach Kiel zurück und wurde 1943 Extraordinarius an der Universität Kiel. Meyer war zum 1. Mai 1933 der NSDAP beigetreten (Mitgliedsnummer 2.896.972) und sich im selben Jahr auch der SA angeschlossen. Nach der erfolgreichen Entnazifizierung folgte dann 1946 der Wechsel an die Universität Bonn, an der Meyer 1949 ordentlicher Professor wurde und trotz zahlreicher Abwerbungsversuche nach Köln und München bis zu seiner Emeritierung im Jahr 1973 blieb.
Er avancierte als Eucken-Schüler zu einem der bedeutendsten Vertreter des Ordoliberalismus in der frühen Bundesrepublik. Von 1950 bis 1980 war Meyer Mitglied des Wissenschaftlichen Beirates beim Bundesministerium für Wirtschaft. Danach war er noch in zahlreichen weiteren Gremien als Berater und Gutachter (u. a. für die DFG) tätig, so auch von 1964 bis 1966 im neu geschaffenen Sachverständigenrat zur Begutachtung der gesamtwirtschaftlichen Entwicklung. Er unterstützte u. a. floatende Wechselkurse. Ab 1951 war er Mitglied der liberalen Mont Pelerin Society. 1961 gehörte er dem Gründungsausschuss der Ruhr-Universität Bochum an. Außerdem war er Abteilungsleiter Volkswirtschaft beim Institut für Mittelstandsforschung Bonn und Beiratsmitglied der Aktionsgemeinschaft Soziale Marktwirtschaft sowie Mitherausgeber der wirtschaftswissenschaftlichen Fachzeitschrift ORDO.

## Schriften (Auswahl)

### Monografien
- mit Rudolf Heberle: Die Großstädte im Strome der Binnenwanderung. Wirtschafts- und bevölkerungswissenschaftliche Untersuchungen über Wanderung und Mobilität in deutschen Städten. Hirzel, Leipzig 1937.
- Der Ausgleich der Zahlungsbilanz (= Probleme der theoretischen Nationalökonomie, Heft 5). Fischer, Jena 1938.
- mit Anton Zottmann: Der Schuman-Plan und seine Problematik. Steinebach, München u. a. 1951.
- Zur volkswirtschaftlichen Problematik der Konsumfinanzierung. Knapp, Frankfurt am Main 1954.
- mit Alfred Schüller: Spontane Ordnungen in der Geldwirtschaft und das Inflationsproblem (= Vorträge und Aufsätze, Band 59). Mohr, Tübingen 1976, ISBN 3-16-338801-9.

### Herausgeberschaften

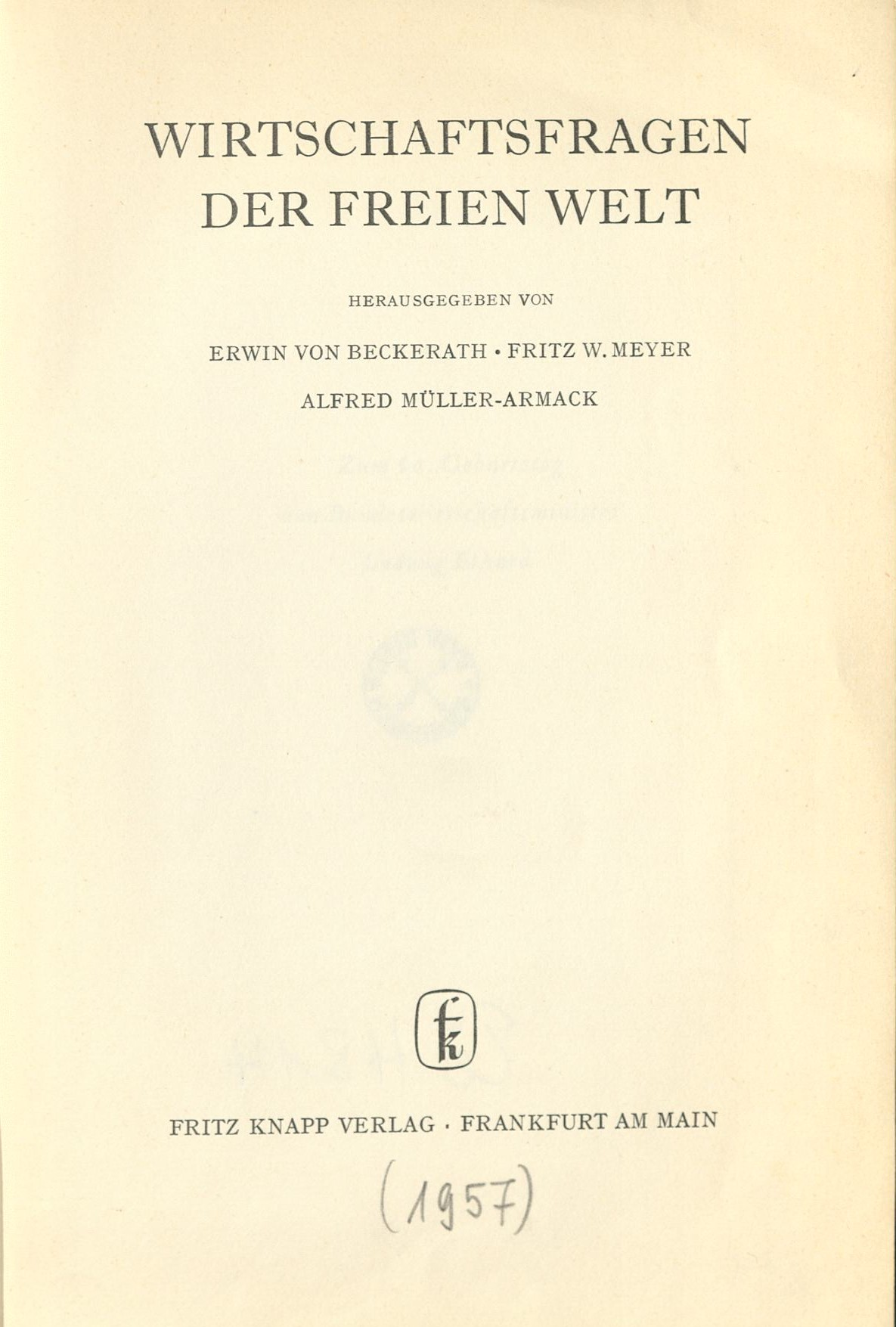
Festschrift für Ludwig Erhardt 1957

- mit Erwin von Beckerath, Alfred Müller-Armack: Wirtschaftsfragen der freien Welt [Zum 60. Geburtstag von Bundeswirtschaftsminister Ludwig Erhard]. Knapp, Frankfurt am Main 1957.
- mit Franz Greiss: Wirtschaft, Gesellschaft und Kultur. Festgabe für Alfred Müller-Armack. Duncker & Humblot, Berlin 1961.

## Auszeichnungen
- 1978: Großes Bundesverdienstkreuz